# フィウメの切手
フィウメの切手（Postage stamps and postal history of Fiume）は、フィウメ（現在はクロアチアのリエカ）で発行された切手とその郵便制度。
さまざまな占領軍をはじめ、フィウメを併合した国家や地方自治体等によって運営されていた。

## 解説
1918年12月1日、市を統治したイタリア国民評議会によってフィウメ初の切手が発行された。だが、それはオリジナルの切手ではなくハンガリーの切手に「FIUME」の文字を加刷したものであった。
翌年1月には、フィウメのオリジナル切手が印刷された。額面は2センチシミ（centicimi）から10コロネ(korone)までの17種類であり、イタリアを擬人化した図像、イタリア国旗が掲げられた時計塔、革命の図像、イタリア国旗を掲げた船、の4種のデザインが存在した。当初、切手には「FIUME」の記載だけであったが、7月から「POSTA FIUME」（フィウメ郵便）の表記がなされた。また、5月18日には第一次世界大戦の終戦200日を記念した寄附金付切手が発行された。
第一次世界大戦後、フィウメは、セルビア王国、クロアチア・スラヴォニア王国、イタリアによって領有権が主張されていた。
帰属が未解決の時期においても、その郵便制度はそれぞれの時代の占領軍や地方自治体によって運営されていた。
第一次大戦後、短期間のセルビア軍による占領後、イタリア、フランス、イギリス、アメリカ合衆国の連合軍が1918年11月にフィウメを占領した。
当時、イタリアは「未回収のイタリア」（南ティロルやゴリツィア・グラディスカ伯国、ヴェネツィア・ジュリア、フィウメ、ダルマツィア地方などの旧ヴェネツィア共和国領）を領土として主張していた。イタリアはフィウメ市全体の人口の約9割がイタリア人であることを根拠としてフィウメの領有を主張したが、残りの人口の多くはクロアチア人であり、郊外の都市では人口比率はイタリアを上回っていた。イタリアはフィウメの帰属についての交渉を行うが、1919年9月12日、イタリアの詩人ガブリエーレ・ダンヌンツィオ率いる国粋主義民族統一軍が武力でフィウメを管理下に置き、カルナーロ＝イタリア執政府を樹立させた。
1920年9月12日には、ダンヌンツィオによる執政府設立1周年を記念する切手が発行された。この切手にはダンヌンツィオの胸像がデザインされ、額面は14種類であった。
しかし、同年11月12日、イタリアとユーゴスラビアがラパッロ条約を締結したことにより、フィウメは自由市となった。それに対してダンヌンツィオは反発しイタリアに対し宣戦布告するが、イタリア王国空軍は空襲を行い、ダンヌンツィオは降伏、1921年1月にイタリア軍がフィウメを占領した。
ダンヌンツィオの統治が終わると、直後に成立した臨時政府はダンヌンツィオを描いた切手に「Governo / Provvisorio」（暫定政府）の文字を加刷して使用した。
そして1923年3月になると「Posta di Fiume」と記した新たな切手が発行された。額面は12種類あり、ヴェネツィアの帆船、ローマのアーチ、ルカニアの聖ヴィトゥス、ロストラ柱の4種のデザインが採用された。
1924年1月27日にローマ条約によってフィウメがイタリアへ返還され、3月16日にはイタリアは公式にフィウメを併合した。フィウメの切手には「REGNO / D'ITALIA」（イタリア王国）、「ANNESSIONE / ALL'ITALIA」（大イタリアによる併合）の文字が加刷された。その後、フィウメではイタリア本国の切手が使用されるようになった。

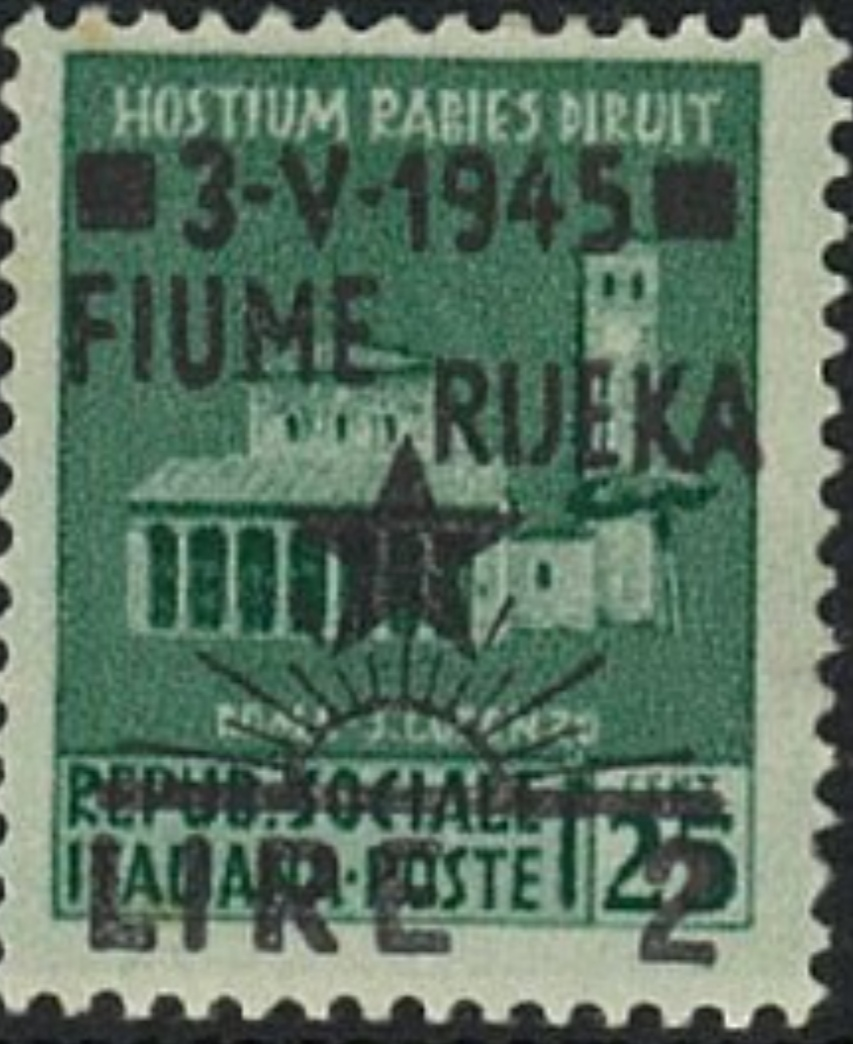
1945年3月にユーゴスラヴィア軍がフィウメを占領した際、イタリア社会共和国の切手に加刷したもの。

第二次大戦末期、ユーゴスラヴィア軍はドイツ占領地に進攻し、まずトリエステへと軍を進め、1945年5月3日にフィウメを占領した。フィウメはイタリア社会共和国（サロ政権）の勢力下にあったことから、この地域では同国の切手が用いられていたが、ユーゴスラヴィア軍の占領後は「Rijeka」の名称を加刷して臨時に使用した。
1947年2月10日、イタリアと連合国側が締結したパリ条約で、フィウメはクロアチア社会主義共和国領（ユーゴスラビア社会主義連邦共和国の構成国）となった。以後、フィウメはクロアチア語の名称である「リエカ」と呼ばれるようになり、この地ではユーゴスラビア社会主義連邦共和国の切手が通用するようになった。